# Robert Breiter
Robert Breiter (* 28. März 1909 in Lausanne; † 19. November 1985 ebenda) war ein Schweizer Eishockeyspieler.   

## Karriere
Robert Breiter nahm für die Schweizer Nationalmannschaft an den Olympischen Winterspielen 1928 in St. Moritz teil. Mit seinem Team gewann er die Bronzemedaille. Er selbst kam im Turnierverlauf in fünf Spielen zum Einsatz und erzielte dabei ein Tor. Auf Vereinsebene spielte er für den EHC St. Moritz. 

## Erfolge und Auszeichnungen
- 1928 Bronzemedaille bei den Olympischen Winterspielen